# Скотуса
 Тази статия е за античния град.  За селото на негово място, чието име от 1926 година е Скотуса вижте Просеник (дем Долна Джумая).  
Скотуса (на гръцки: Σκοτούσσα) е античен град в Тракия по течението на река Струма (Стримон). Местоположението на Скотуса не е добре локализирано. Според Страбон градът е бил разположен източно от реката, а според Птолемей - на дясно от реката. Според изследванията на Георги Митрев, Скотуса трябва да се търси в района на селата Враня, Катунци и Горно Спанчево. Други автори поставят града при Валовища (Сидирокастро) в днешна Гърция.
Градът е построен от тракийското или пеласгийско племе синти. През елинистическия период на монетите на Скотуса е изобразен Херакъл Ропалофорос (носещ боздуган). Скотуса е част от Македонската държава до 168 година пр.н.е., когато влиза в границите на Римската република. По неизвестни причини при управлението на Октавиан Август жителите на Скотуса получават привилегията и статут на „свободна община“. В 130 година през него минава Виа Егнация. Градът е опожарен от готите в III век. В късната античност се споменава като пътна станция, която била само на около 6 км от Хераклея Синтика.
В 1926 година село Просеник в Гърция е прекръстено на Скотуса. Няма сериозни исторически основания или доказателства, че това село има връзка с древната Скотуса.